# Orkanger
Orkanger is een plaats in de Noorse gemeente Orkland in de  provincie Trøndelag. Het is de hoofdplaats van de gemeente en telt ruim 8.000 inwoners. Orkanger heeft een oppervlakte van 6,25 km². In 2014 kreeg de plaats de status van stad. Tussen 1920 en 1963 was Orkanger een zelfstandige gemeente. In 1963 ging die op in de gemeente Orkdal.
Orkanger ligt aan het Orkdalsfjord, een zijarm van het Trondheimfjord. De stad ligt aan de E39 zo'n 20 kilometer ten westen van Trondheim. Vanaf Orkanger liep in het verleden een spoorlijn,  Thamshavnbanen naar Løkken Verk die gebouwd was voor het transport van kopererts, 
maar later ook gebruikt werd voor personenvervoer. De lijn werd gesloten in 1963, maar wordt nog wel gebruikt als museumspoorlijn.